# Нёвиллер-ле-Саверн
Нёвиллер-ле-Саве́рн (фр. Neuwiller-lès-Saverne) — коммуна на северо-востоке Франции в регионе Гранд-Эст (бывший Эльзас — Шампань — Арденны — Лотарингия), департамент Нижний Рейн, округ Саверн, кантон Ингвиллер. До марта 2015 года коммуна административно входила в состав кантона Буксвиллер (округ Саверн).
Площадь коммуны — 31,89 км², население — 1145 человек (2006) с тенденцией к стабилизации: 1126 человек (2013), плотность населения — 35,3 чел/км².

## Население
Население коммуны в 2011 году составляло 1138 человек, в 2012 году — 1132 человека, а в 2013-м — 1126 человек.
| 1962 | 1968 | 1975 | 1982 | 1990 | 1999 | 2006 | 2008 | 2011 | 2012 | 2013 |
| ---- | ---- | ---- | ---- | ---- | ---- | ---- | ---- | ---- | ---- | ---- |
| 1201 | 1206 | 1115 | 1059 | 1166 | 1146 | 1145 | 1158 | 1138 | 1132 | 1126 |

Динамика населения:

## Экономика
В 2010 году из 768 человек трудоспособного возраста (от 15 до 64 лет) 587 были экономически активными, 181 — неактивными (показатель активности 76,4 %, в 1999 году — 71,6 %). Из 587 активных трудоспособных жителей работали 550 человек (298 мужчин и 252 женщины), 37 числились безработными (17 мужчин и 20 женщин). Среди 181 трудоспособных неактивных граждан 56 были учениками либо студентами, 74 — пенсионерами, а ещё 51 — были неактивны в силу других причин.

## Достопримечательности (фотогалерея)

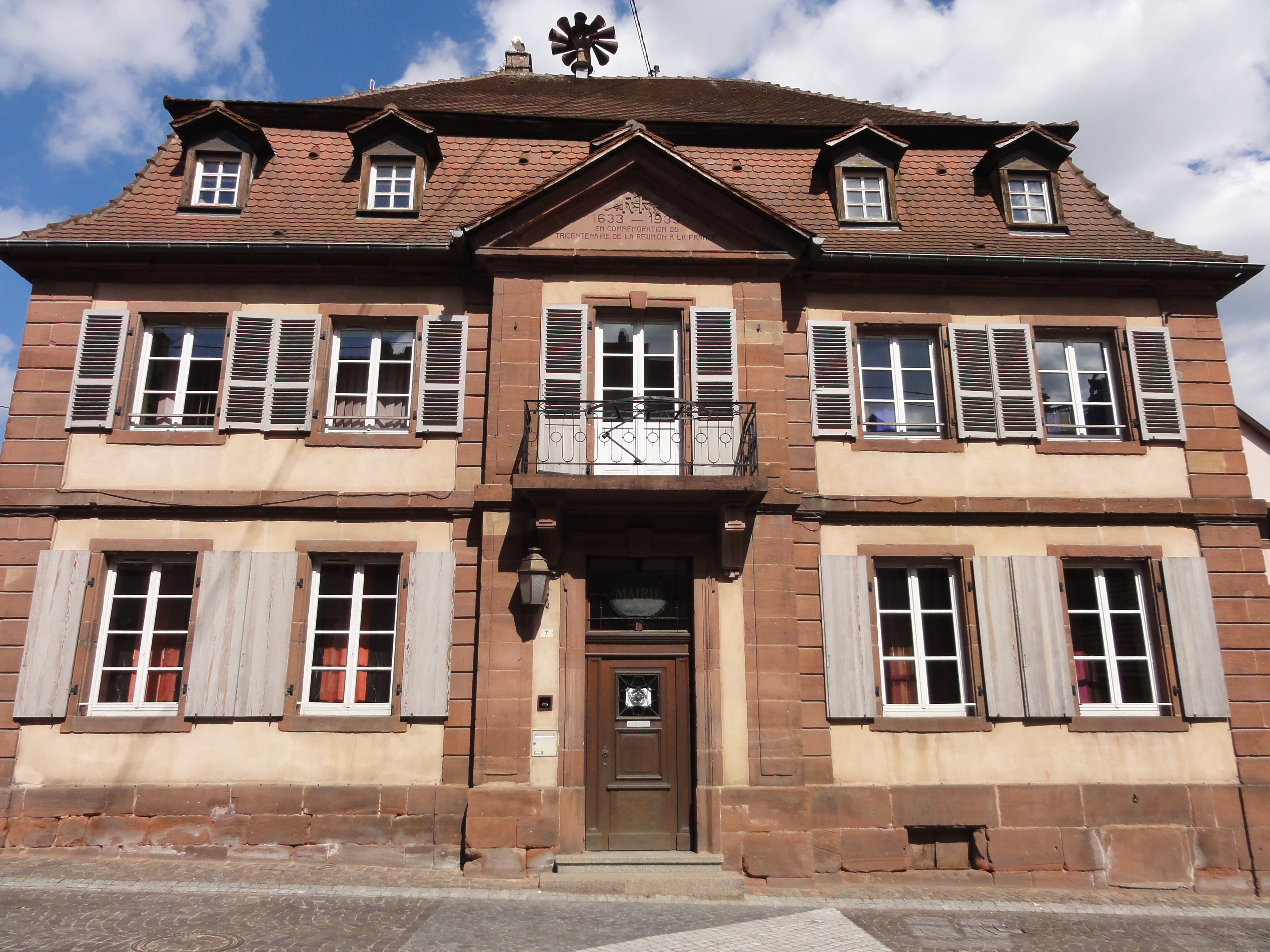
Здание мэрии
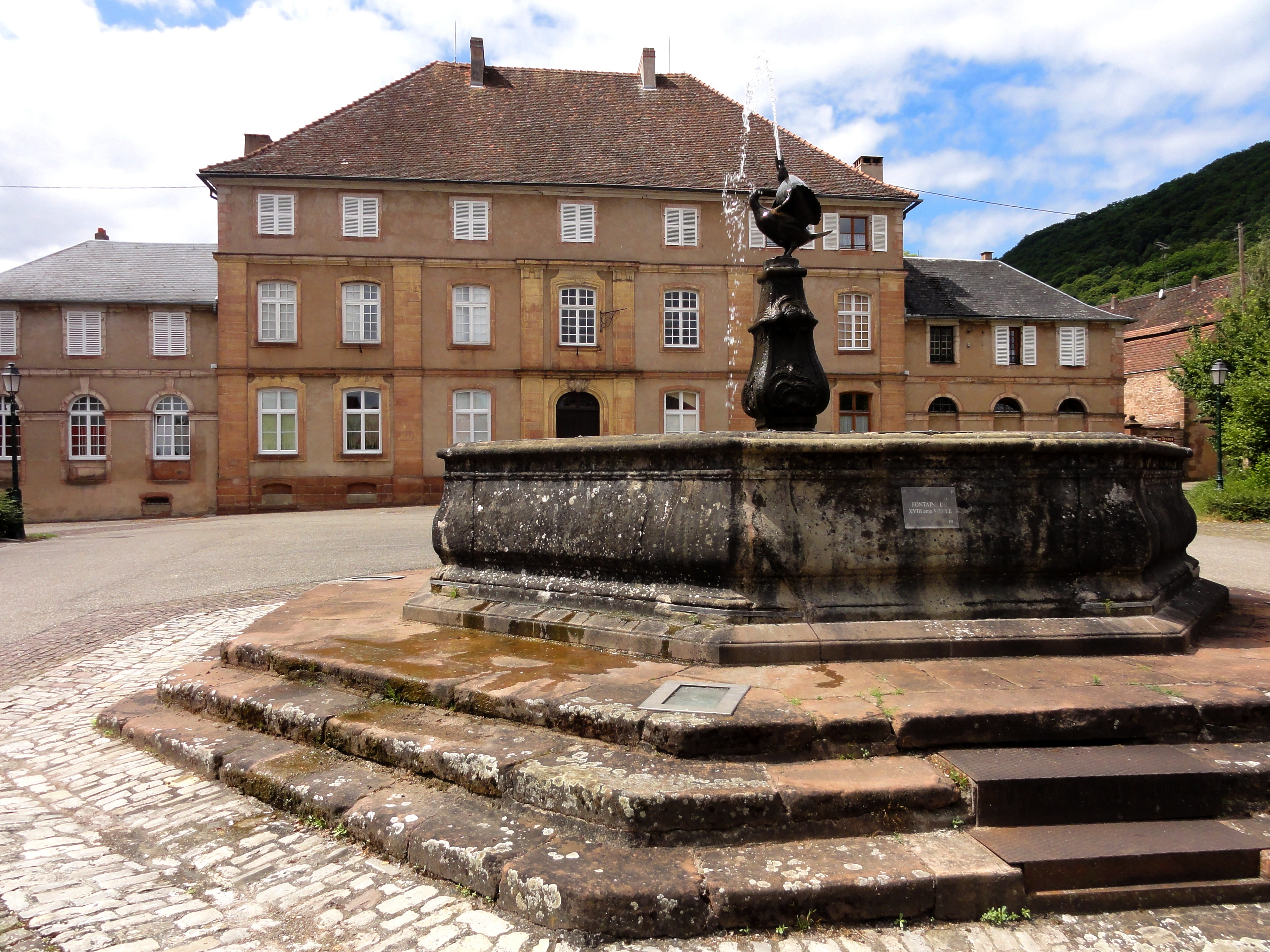
Здание отеля и фонтан (XVIII век)
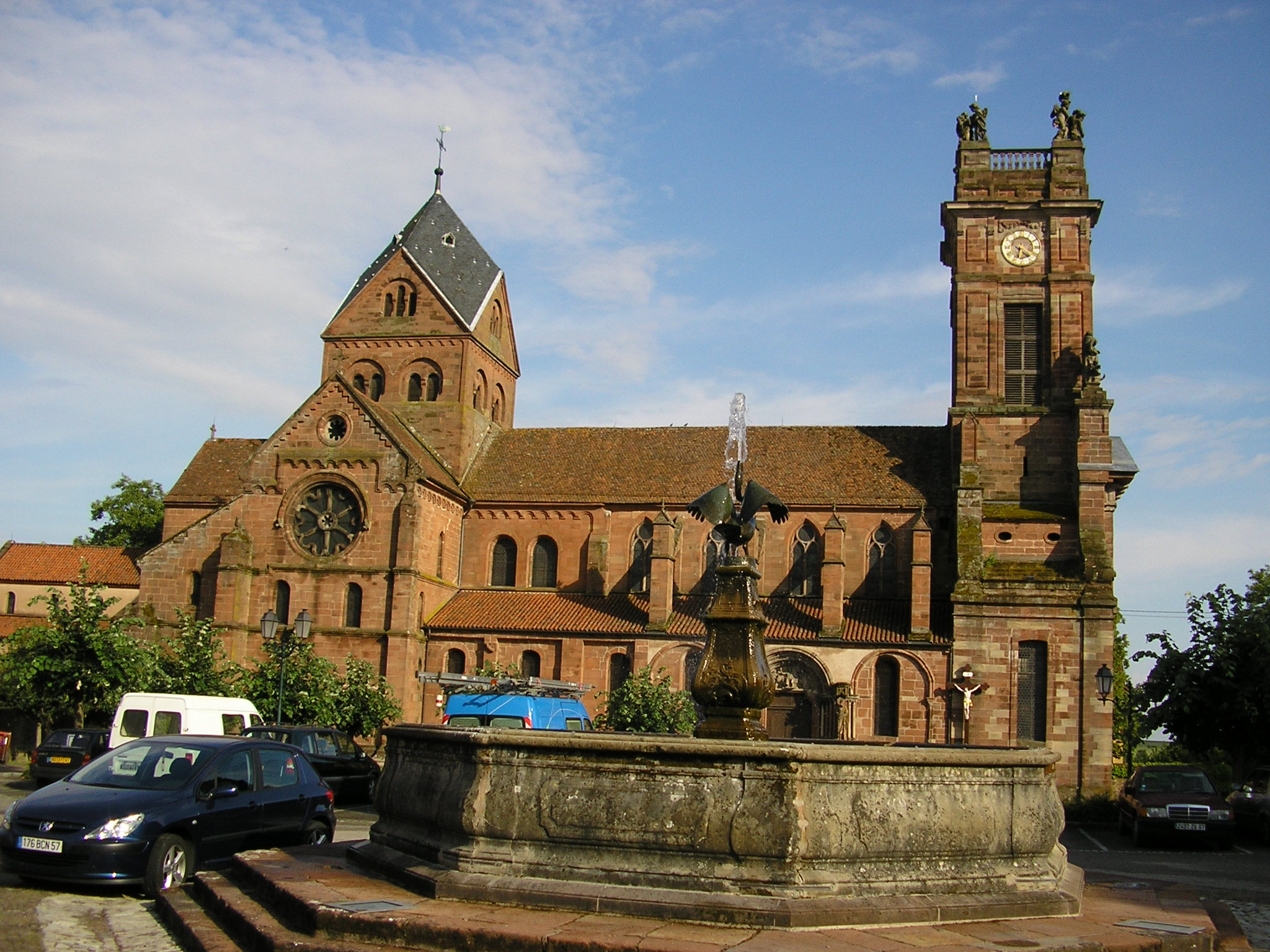
Церковь Святых Петра и Павла
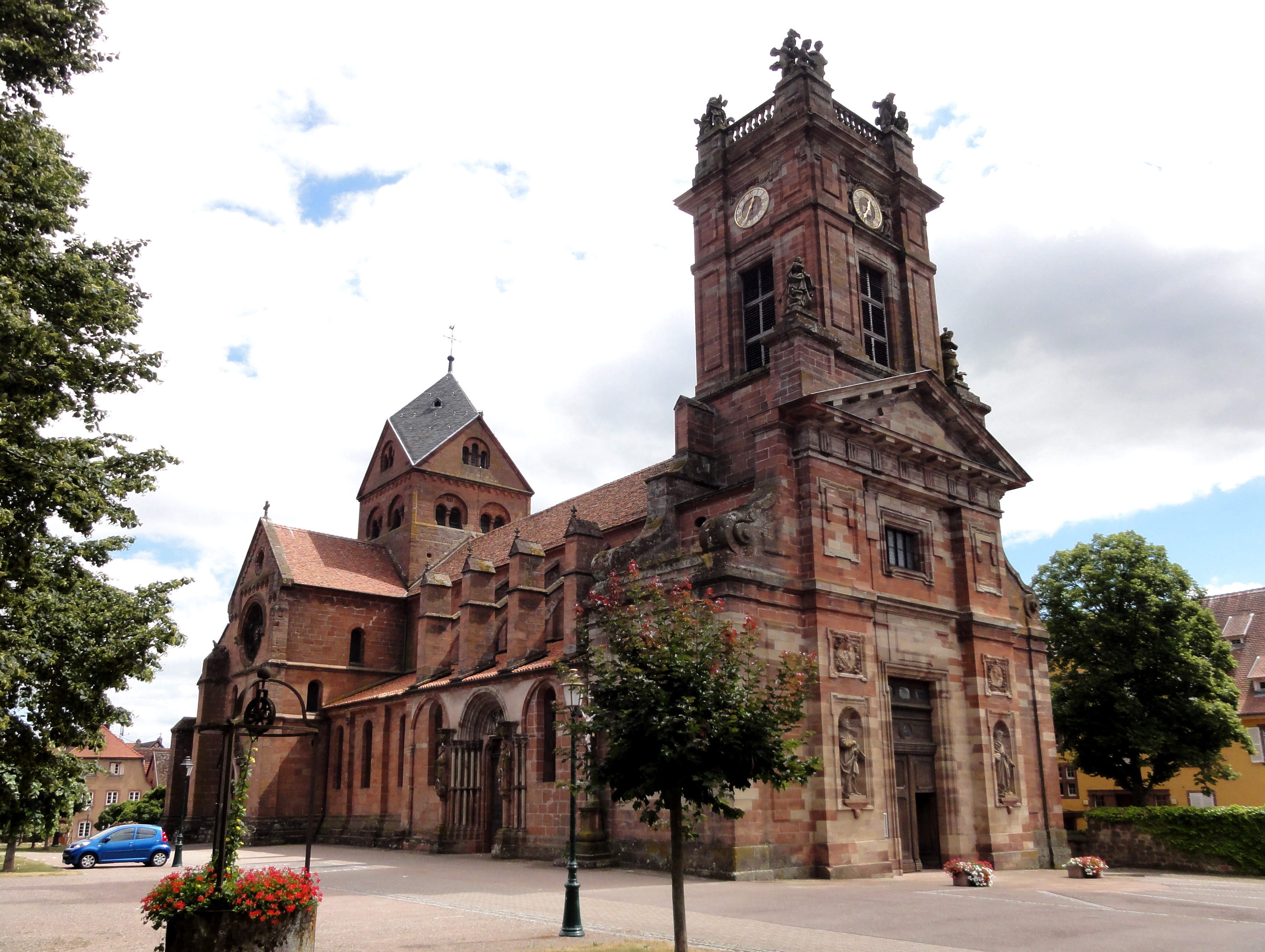
Церковь Святых Петра и Павла
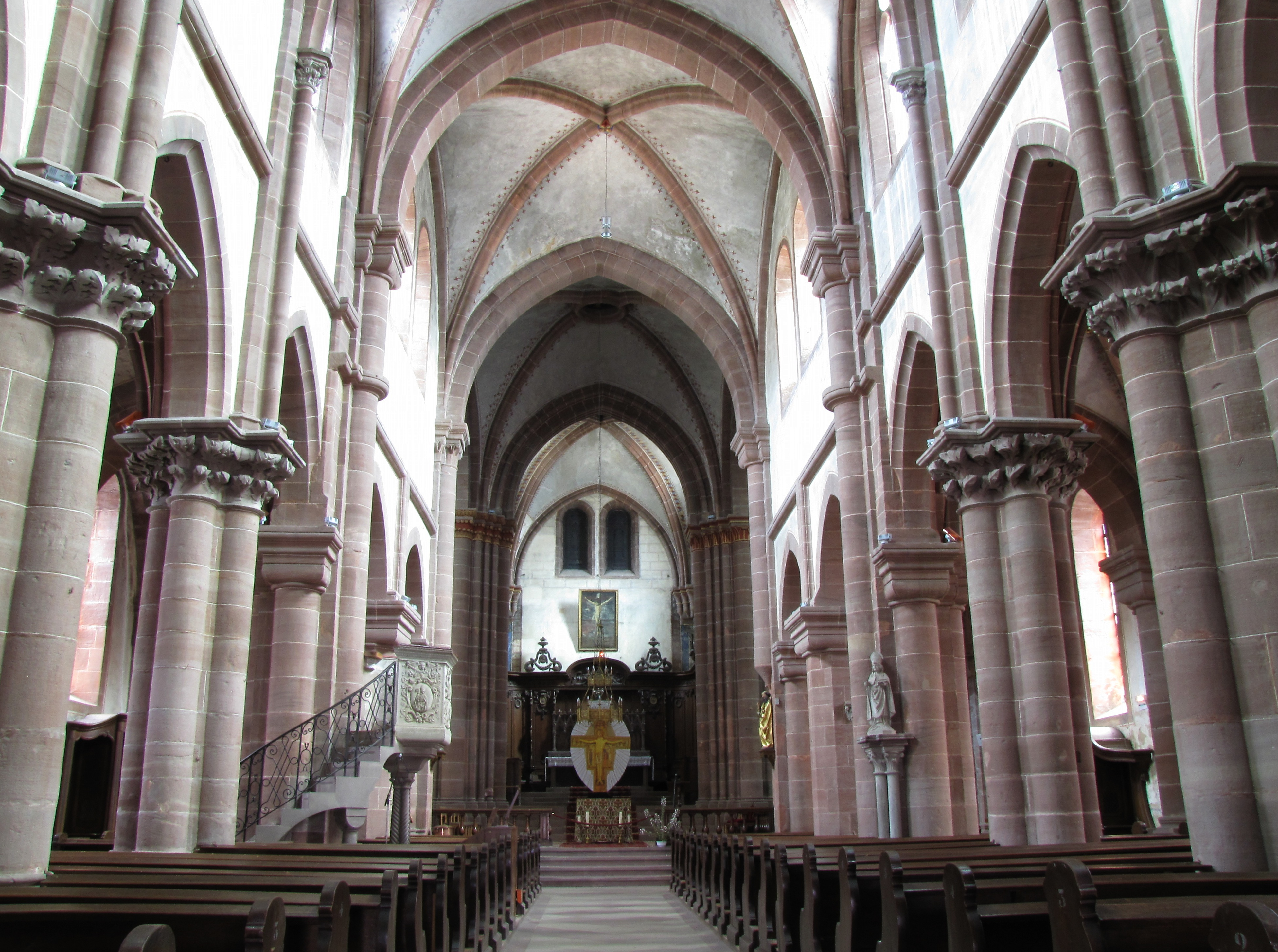
Интерьер
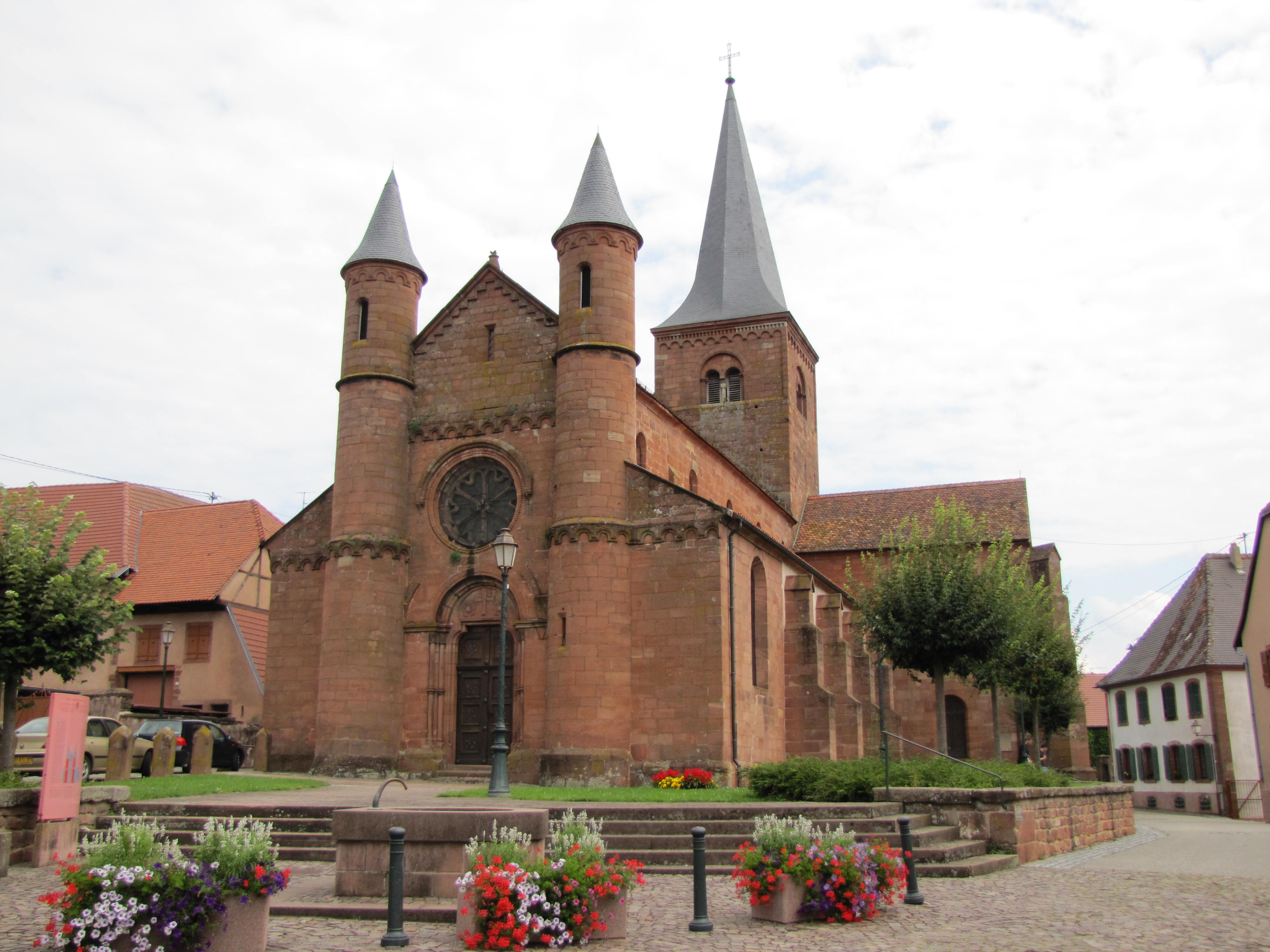
Церковь Сен-Адель
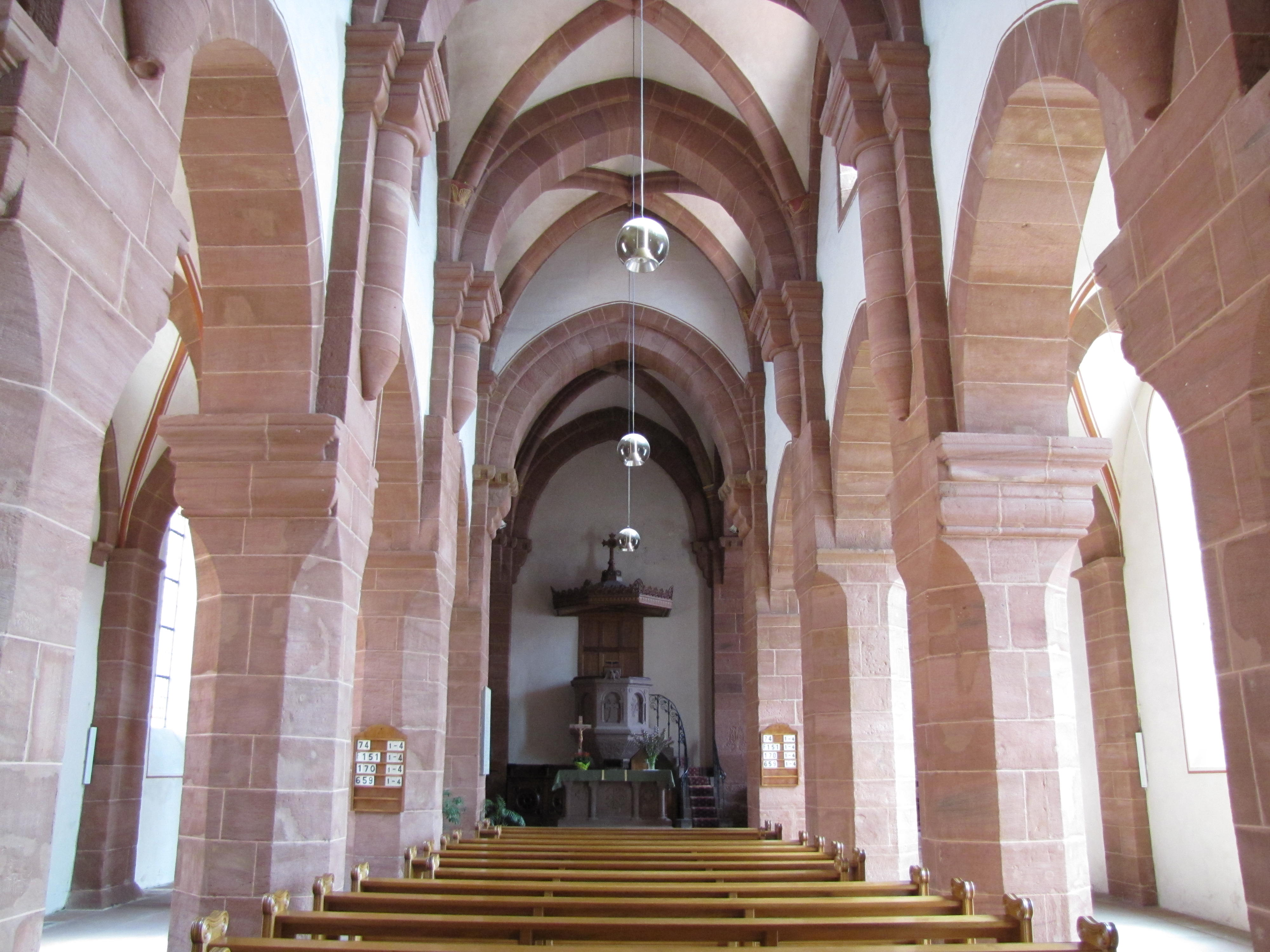
Интерьер
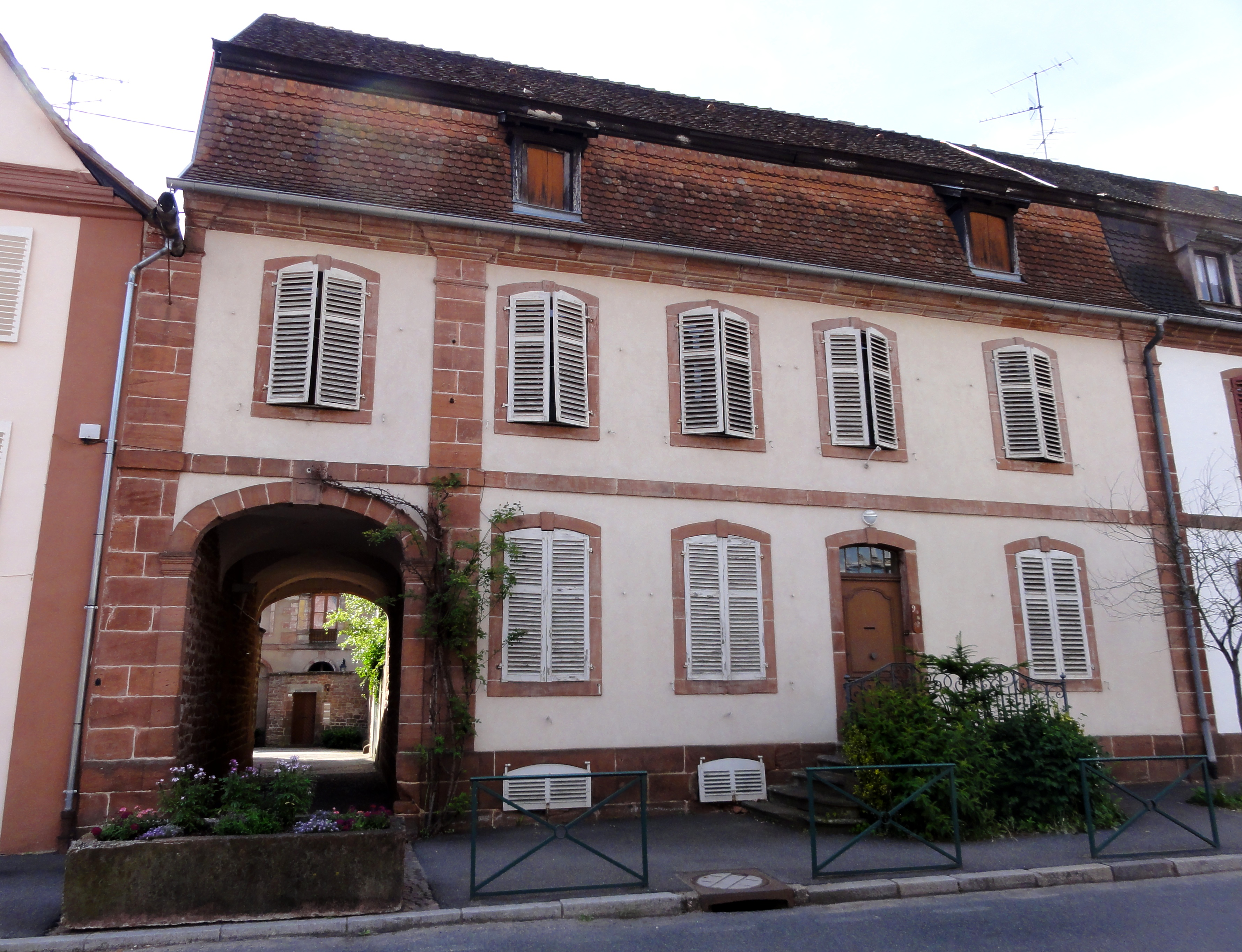
Здание (1762)
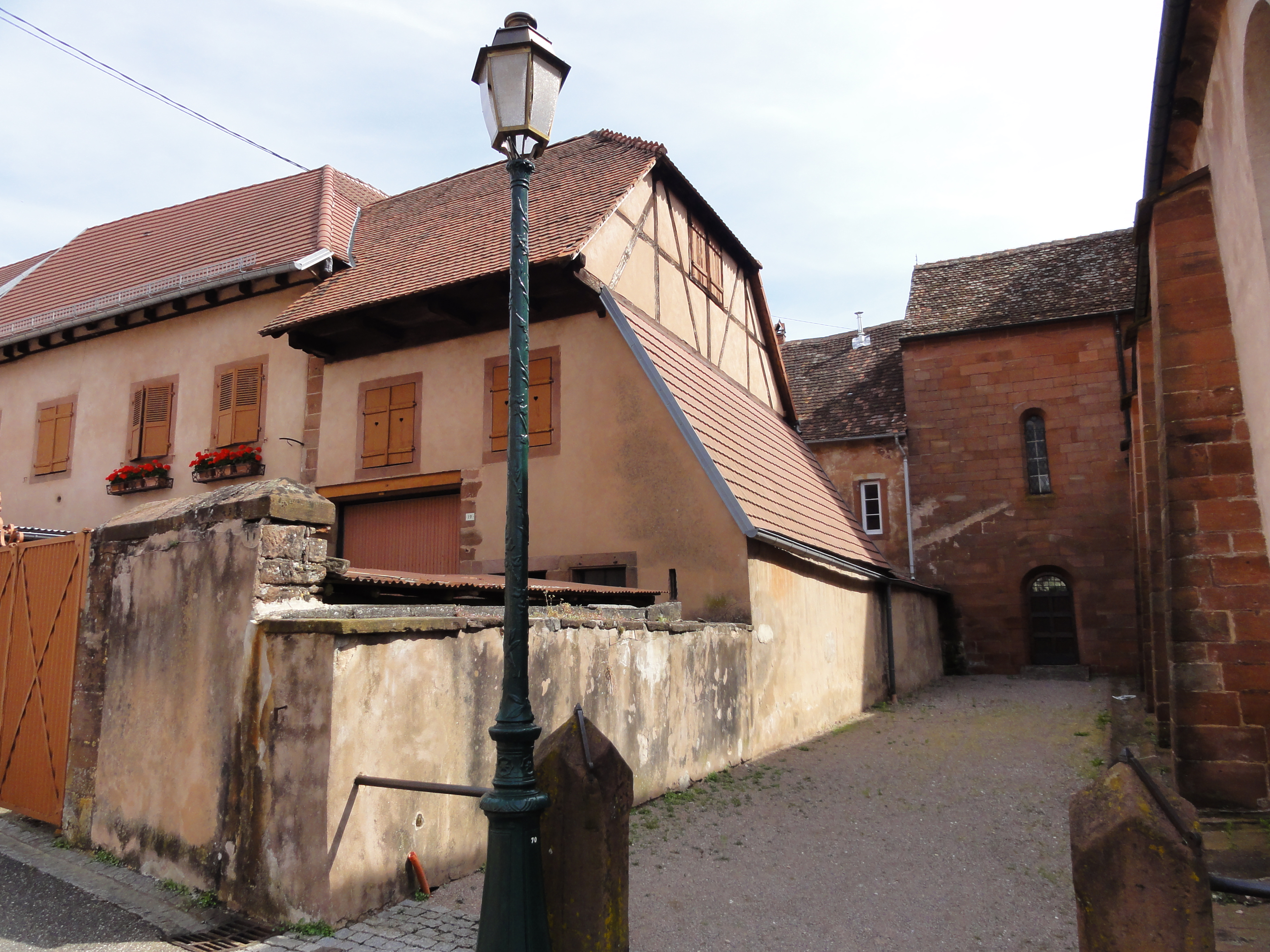
В центре